# Pancratiuskerk ('s-Heerenberg)
De Pancratiuskerk  of Sint Pancratiuskerk te 's-Heerenberg, gelegen in de Gelderse gemeente Montferland is een van de twee rooms-katholieke kerken van 's-Heerenberg. De Pancratiuskerk is gelegen in het centrum van 's-Heerenberg, nabij Huis Bergh. De kerk is in gebouwd in de periode 1895-1897 en is ontworpen door Alfred Tepe. De kerk is een voorbeeld van neogotiek. Het is een 'klassieke' katholieke kerk met veel glas-in-loodramen. Leopold van Hohenzollern-Sigmaringen schonk als Graaf van den Bergh ƒ 51.000 voor de bouw.
Het meubilair en de kruiswegstaties komen uit de ateliers van Friedrich Wilhelm Mengelberg. In de toren hangen de drie luidklokken, die in 1496 door Geert van Wou zijn gegoten. In het kerkgebouw boven het priesterkoor hangt een kruis dat in de volksmond het botterkruus wordt genoemd. Het is geschonken door een inwoner van 's-Heerenberg, die rijk was geworden van de botersmokkel. In de Tweede Wereldoorlog zijn de pastoor van deze kerk, pastoor Galama en zijn kapelaan, Van Rooijen in concentratiekamp Dachau vermoord. Ter herinnering zijn er na de Tweede Wereldoorlog enkele glas-in-loodramen over hun deportatie en moord in de kerk aangebracht.
In 2007 is de kerk geheel gerestaureerd.

## Maarschalkerweerdorgel
In de eerste jaren van haar bestaan had de kerk nog geen beschikking over een orgel, maar deed een harmonium in plaats hier van dienst. In 1906 werd er een orgel in gebruik genomen, gebouwd door de Firma Maarschalkerweerd & Zoon uit Utrecht.

## Afbeeldingen

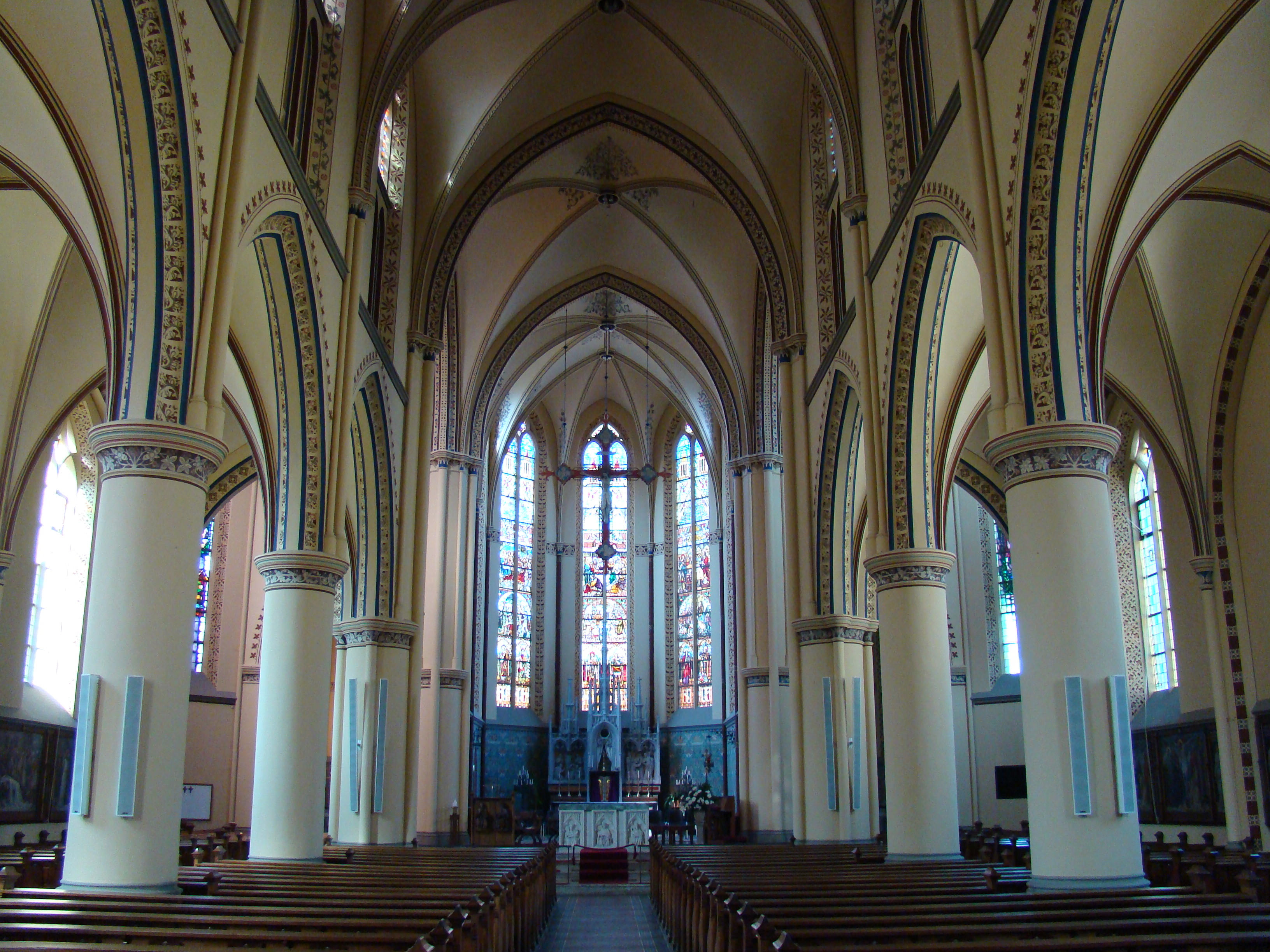
Interieur, met boven het priesterkoor het botterkruus
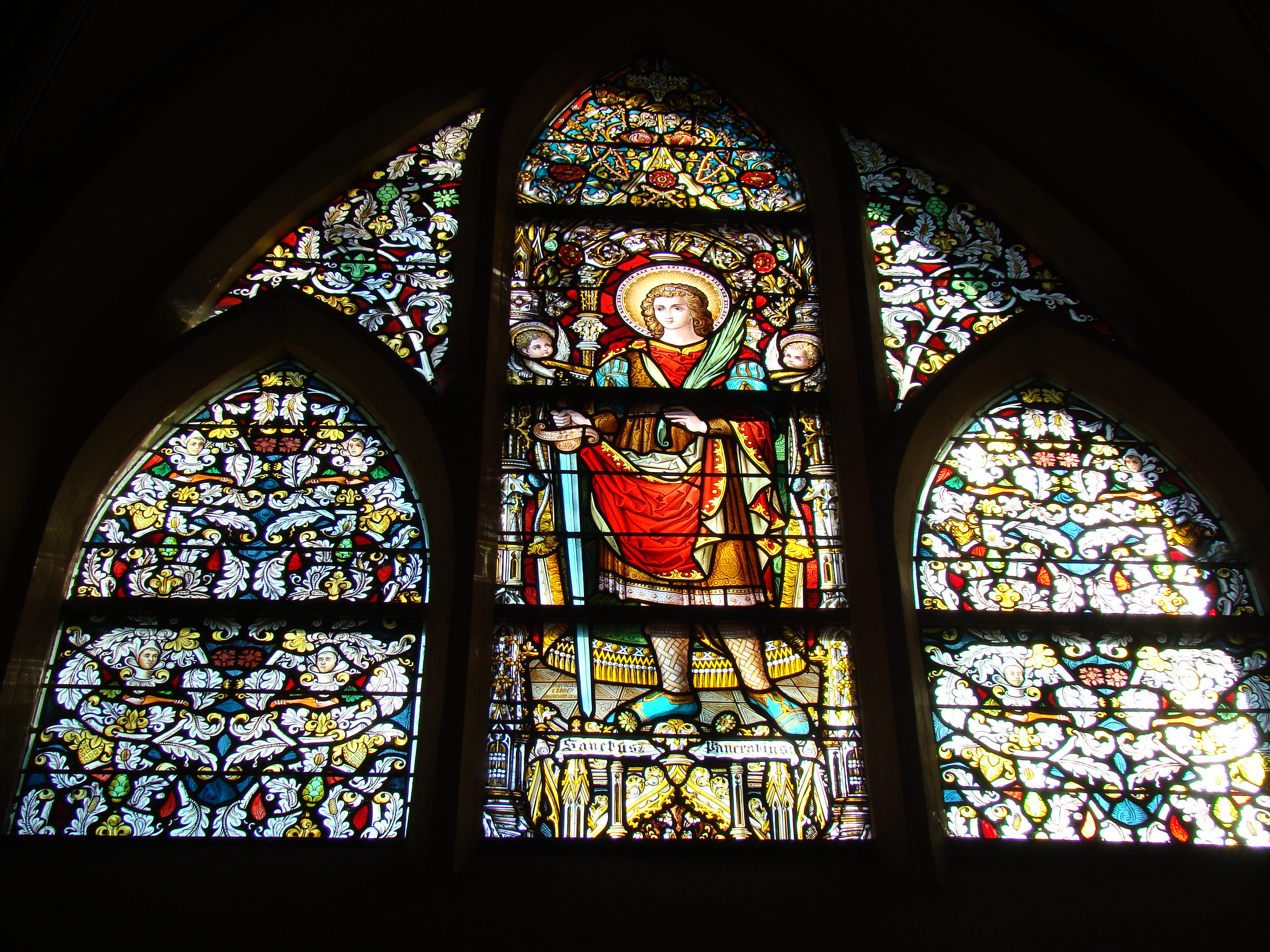
Gebrandschilderd glas-in-loodraam
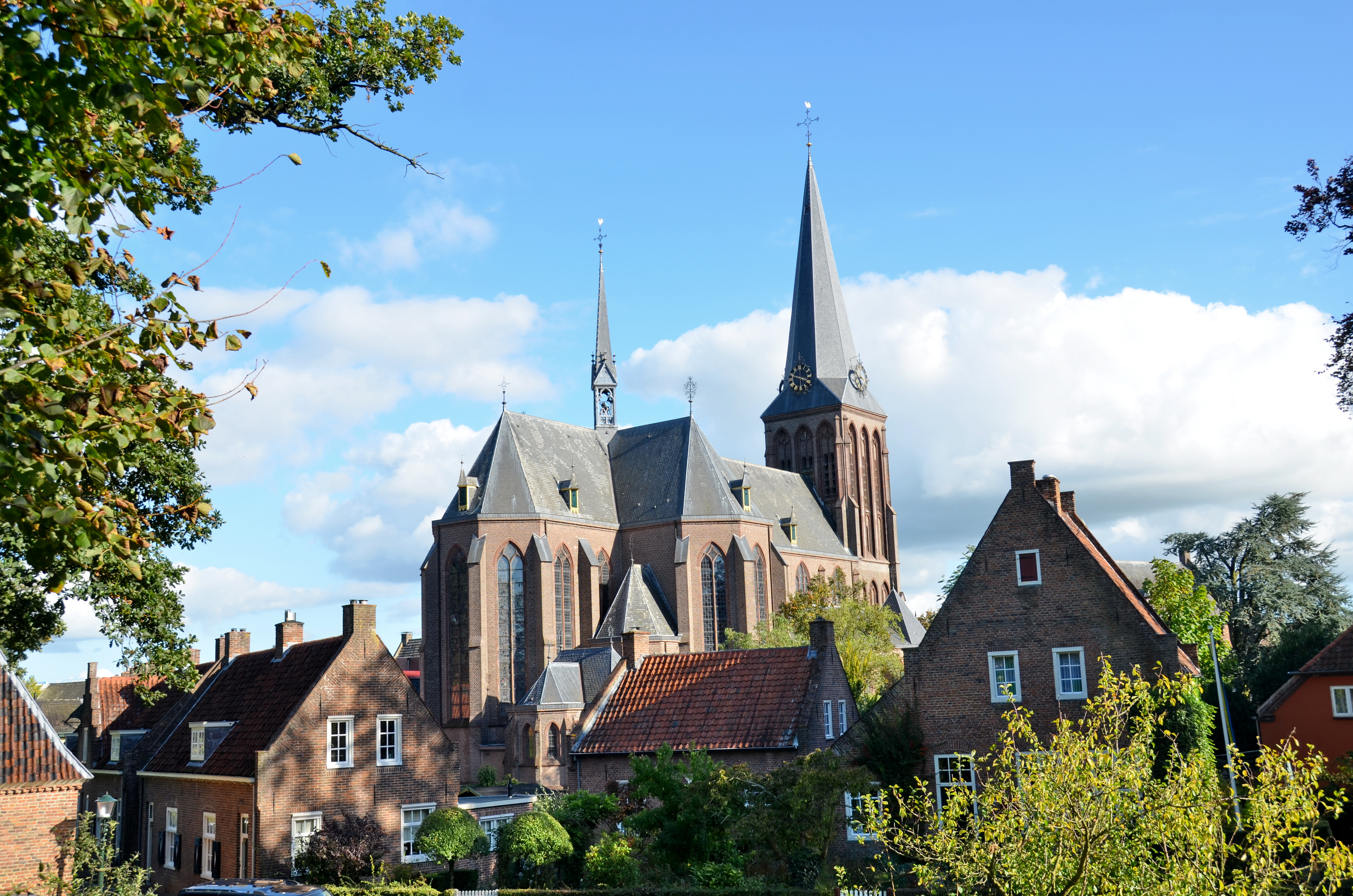
Overzicht vanuit het noordwesten